# Cundinamarca
Departement Cundinamarca (španělsky Departamento de Cundinamarca) je jeden z departementů Kolumbie. Bez hlavního města země, Bogoty, zabírá rozhlohu 22 623 km² a v roce 2018 zde žilo 2 919 060 lidí. Departement byl založen 5. srpna 1886 podle ústavních podmínek předložených ve stejném roce. Cundinamarca je umístěna ve středu Kolumbie.
Hlavní město Cundinamarcy je Bogotá, hlavní město Kolumbie. To je mezi kolumbijskými departementy zvláštní případ, protože Bogotá není oficiálně částí Cundinamarcy, přesto je to jediný departement, který má svoje hlavní město určené ústavou (pokud by se hlavní město někdy změnilo, bylo by třeba provést ústavní reformu, místo jednoduchého nařízení přijatého shromážděním Cundinamarcy). Při sčítání lidu jsou populace pro Bogotu a Cundinamarcu uvedeny v tabulce samostatně; jinak by počet obyvatel Cundinamarcy činil více než 10 milionů obyvatel.

## Etymologie
Jméno Cundinamarca pochází z Kuntur marqa, domorodého označení, pravděpodobně pocházejícího z kečuánštiny; výraz znamená „kondorovo hnízdo“.

## Geografie
Většina Cundinamarcy se nalézá ve Východních Kordillerách (Cordillera Oriental), jižně od Boyacy. Cundinamarca je ohraničena řekou Magdalena na západě, východně se svažuje do údolí řeky Orinoco. Departament hraničí s Tolimou na jihu. Hlavní město Bogotá je téměř celé obklopeno územím Cundinamarcy. Kvůli této i dalším změnám hranic je současný departement Cundinamarca mnohem menší než původní.

## Obyvatelstvo
| Oblast                    | Populace   | Rozloha (km²) | Hustota (na km²) |
| ------------------------- | ---------- | ------------- | ---------------- |
| Cundinamarca (bez Bogoty) | 2 919 060  | 22 623        | 129              |
| Bogotá                    | 7 412 566  | 1 587         | 4 671            |
| Cundinamarca a Bogotá     | 10 331 626 | 24 210        | 427              |

### Obce s více než 50 000 obyvateli
| Pořadí | Město nebo obec | Obyvatelé (1985) | Obyvatelé (1993) | Obyvatelé (2005) | Obyvatelé (2015) | Obyvatelé (2020) |
| ------ | --------------- | ---------------- | ---------------- | ---------------- | ---------------- | ---------------- |
| 1      | Soacha          | 132 758          | 254 625          | 401 996          | 511 262          | 567 546          |
| 2      | Fusagasugá      | 63 886           | 82 003           | 108 949          | 134 523          | 147 631          |
| 3      | Facatativá      | 55 324           | 75 711           | 107 463          | 132 106          | 144 149          |
| 4      | Zipaquirá       | 60 202           | 75 166           | 101 562          | 122 347          | 132 419          |
| 5      | Chía            | 38 862           | 55 742           | 97 907           | 126 647          | 141 917          |
| 6      | Girardot        | 81 019           | 90 904           | 97 889           | 105 085          | 107 796          |
| 7      | Mosquera        | 16 505           | 22 250           | 63 237           | 82 750           | 93 461           |
| 8      | Madrid          | 33 795           | 42 584           | 62 436           | 77 627           | 85 090           |
| 9      | Funza           | 31 366           | 41 119           | 61 391           | 75 350           | 82 321           |
| 10     | Cajicá          | 23 618           | 31 316           | 45 391           | 56 875           | 62 713           |

### Národnostní složení
- Bílí a mestici (96,28 %)
- Černoši nebo (3,33 %)
- Domorodí obyvatelé (Indiáni) (0,34%)
- Romové (Gitanos nebo Cikáni) (0,01%)
- Východoasiaté (0,01%), často čínského původu. V departementu žije asi 25 000 čínsko-kolumbijských obyvatel.

## Provincie

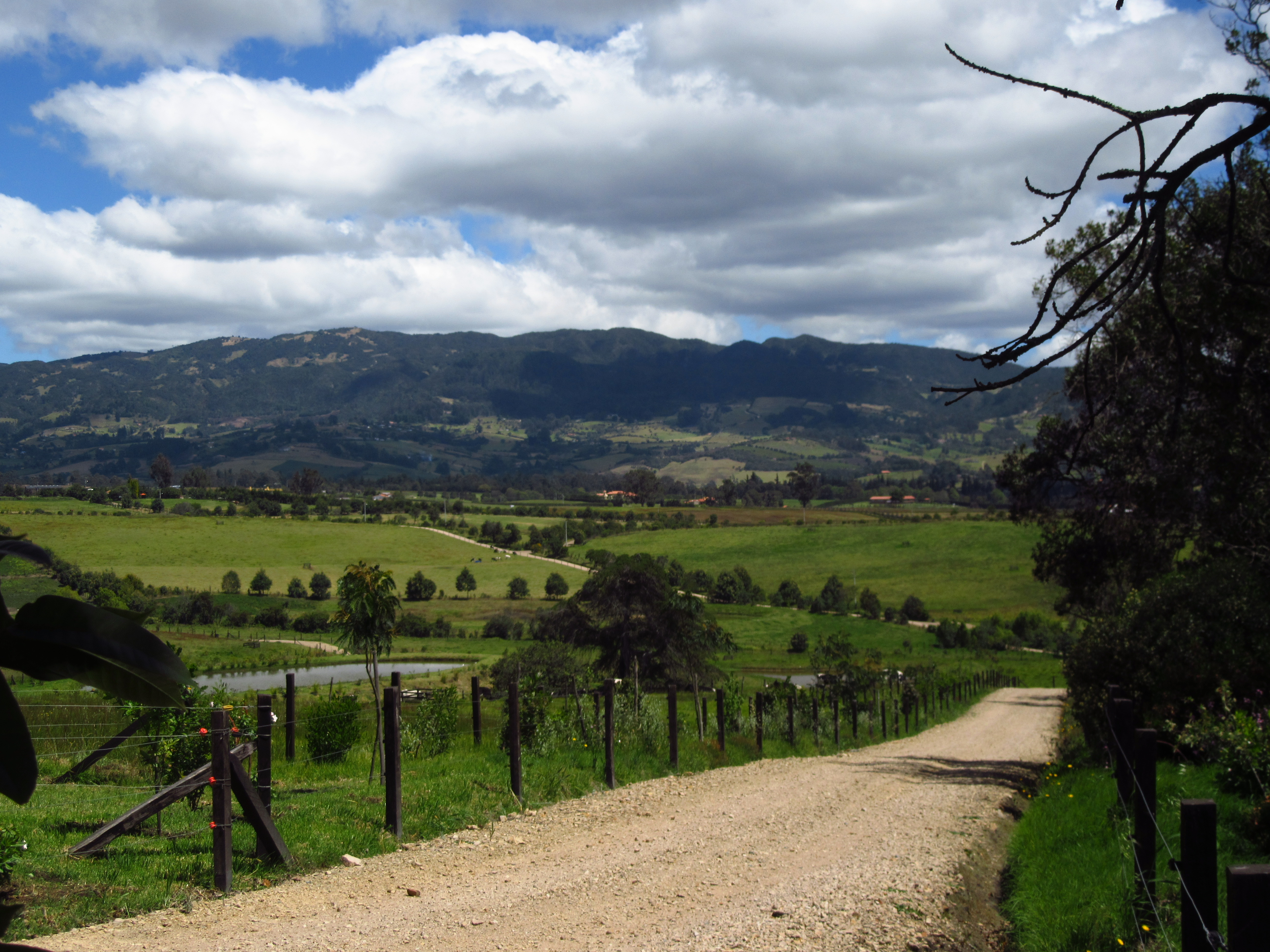
Údolí Subachoque v provincii Sabana Occidente

Cundinamarca se skládá z 15 provincií a hlavního města (Bogotá), které je současně hlavním městem republiky, hlavním městem departementu a samostatně spravovaným departementem.
1. Almeidas
2. Alto Magdalena
3. Bajo Magdalena
4. Gualivá
5. Guavio
6. Magdalena Centro
7. Medina
8. Oriente
9. Rionegro
10. Sabana Centro
11. Sabana Occidente
12. Soacha
13. Sumapaz
14. Tequendama
15. Ubate

## Sporty
Departement je domovem basketbalového týmu Cóndores de Cundinamarca, který hraje své domácí zápasy na Coliseo de la Luna v Chíe.